# Flammende Hjerter (film fra 1923)
Flammende Hjerter er en fransk stumfilm fra 1923 af Ivan Mosjoukine.

## Medvirkende
- Ivan Mosjoukine
- Nathalie Lissenko
- Nicolas Koline
- Camille Bardou
- Huguette Delacroix